# Ilja Sorokin
Ilja Igorevitj Sorokin, född 4 augusti 1995 i Mezjduretjensk, Ryssland, är en rysk ishockeymålvakt som spelar för New York Islanders i NHL.

## Karriär
Sorokin NHL-draftades i den tredje rundan i 2014 års NHL-draft av New York Islanders som draftens 78:e spelare totalt.
Sorokin debuterade i KHL säsongen 2012/2013 då han spelade fem matcher för Metallurg Novokuznetsk. 2015 värvades han till HK CSKA Moskva. Under säsongen 2015/2016 i sin nya klubb landande han på en total räddningsprocent på 95,3 procent på 28 spelade matcher. Efter säsongen blev han utsedd till "KHL:s bästa målvakt". Han blev även uttagen till "KHL All-Star Game".
Sorokin har representerat Ryssland på internationell nivå. Han är silvermedaljör vid JVM 2012. Han deltog även i VM 2016 där Ryssland vann VM-brons. Sorokin stod tre matcher i VM 2016 och höll nolla i samtliga tre matcher. Sorokin deltog även i VM 2017 där han var med och återigen vann VM-brons. Sorokin var andramålvakt bakom Andrej Vasilevskij, men fick chansen att stå i två matcher. Sorokin höll nollan i båda dessa matcher. Efter spel i två VM-turneringarna har Sorokin alltså ännu inte släppt in något mål i VM-sammanhang. Han var med och tog OS-guld 2018.